# Simon, King of the Witches
Simon, King of the Witches és una pel·lícula de terror d'explotació estatunidenca del 1971 dirigida per Bruce Kessler i protagonitzada per Andrew Prine, Brenda Scott, George Paulsin, Norman Burton i altres. La pel·lícula se centra en el personatge principal mentre intenta convertir-se en un déu mitjançant rituals màgics.

## Argment
Simon Sinestrari (Andrew Prine), un cínic màgic ceremonial, està en una recerca per convertir-se en un déu. Simon viu en una claveguera de tempestes, venent els seus encants i pocions per diners, quan es fa amic d'un jove prostitut anomenat Turk (George Paulsin). Turk introdueix a Simon al seu món de drogues, festes salvatges i rituals estranys satànics amb Ultra Violet i una cabra. Es produeixen la mort, emocions i el caos, juntament amb el romanç de Simon amb la filla del fiscal de districte, Linda (Brenda Scott). Simon, practicant degenerat de la màgia utilitza els seus rituals satànics per seduir Linda. Junts, els dos amants busquen l'encanteri adequat per convertir-se en déus.

## Repartiment
- Andrew Prine com a Simon Sinestrari
- George Paulsin com a Turk
- Brenda Scott com a Linda
- Gerald York com Hercules Van Sint
- Norman Burton com a Rackum
- William Martel com el comissari Davies
- Ray Galvin com el cap Boyle
- Art Hern com a alcalde
- Ultra Violet com a Sarah
- Harry Rose com a propietari

## Producció
La campanya de publicitat enganyosa, que va establir Simon com una pel·lícula demoníaca d'orgia sexual que aprofitava els judicis de Charles Manson, va perjudicar greument la pel·lícula a la taquilla. La pel·lícula és pràcticament sense sang, amb només una nuesa breu (que, de nou en contra de la norma, en realitat té un propòsit a la història), però sense sexe explícit ni cap paral·lelisme amb Manson. Com moltes altres pel·lícules més excèntriques de gènere de baix pressupost dels anys setanta, Simon s'ha convertit en una pel·lícula de culte al llarg dels anys, encara que extremadament marginal.
També hi havia una novel·lació de butxaca de Simon de Baldwin Hills, probablement un pseudònim, que va ocupar el camp satíric del film un pas més enllà de la comèdia absurda.

## Mitjans domèstics
Simon, King of the Witches wes va publicar en edició especial DVD per Dark Sky Films el 2008. Fou reeditt en Blu-Ray DVD el 2017 per Code Red DVD.

## Recepció
Charles Tatum per eFilmCritic.com a premiar la pel·lícula amb una de cada cinc estrelles i va escriure: "Aquesta pel·lícula intenta ser seriosa, gairebé com una exposició, però fracassa estrepitosamente. Sovint és divertida, sense voler ser-ho. Simon, King of the Witches és tot fum i miralls. No la recomano.” TV Guide va donar a la pel·lícula 1/5 estrelles, criticant la trama confusa de la pel·lícula.
Ian Jane de DVD Talk va escriure, “Simon King of the Witches és una barreja salvatge de psicodèlics dels anys setanta i peculiaritats ocultes que el converteixen en una visió realment peculiar. Andrew Prine és genial al capdavant i la pel·lícula pot funcionar millor com a artefacte cultural que com a imatge de terror real, però independentment, segueix sent una pel·lícula interessant i ben feta”
Jason Coffman de Film Monthly.com va donar a la pel·lícula una ressenya positiva, escrivint, “Simon, King of the Witches és una pel·lícula entretinguda i una interessant càpsula del temps de la cultura de principis dels anys setanta... no sigui una obra mestra perduda que defineixi el gènere, però és una joia que mereix ser vista.” Debi Moore de Dread Central va puntuar la pel·lícula amb una puntuació de 3,5 sobre 5, elogiant l'actuació de Prine, el to psicodèlic i els efectes innovadors.